# نيك وليامز (لاعب كرة قدم أمريكية)
نيك وليامز (بالإنجليزية: Nick Williams)‏ هو لاعب كرة قدم أمريكية أمريكي، ولد في 21 فبراير 1990 في برمنغهام في الولايات المتحدة.

## وصلات خارجية
- نيكولاس وليامز على موقع مرجع كرة القدم المحترفة.كوم (الإنجليزية)